# Râul Valea Ursului, Finiș
Râul Valea Ursului este un curs de apă, unul din cele două brațe care formează râului Finiș. 

## Hărți
- Harta munții Codru Moma  Arhivat în 9 iunie 2008, la Wayback Machine.
- Harta munții Apuseni